# Piszczac (gmina)
Piszczac (daw. gmina Połoski) – gmina miejsko-wiejska w województwie lubelskim, w powiecie bialskim. W latach 1975–1998 gmina położona była w województwie bialskopodlaskim.
Siedziba gminy to Piszczac.
30 czerwca 2004 gminę zamieszkiwało 7612 osób.

## Historia
Gmina Piszczac powstała za Królestwa Polskiego – 1 stycznia?/13 stycznia 1870 w powiecie bialskim w guberni siedleckiej w związku z utratą praw miejskich przez miasto Piszczac i przekształceniu jego w wiejską gminę Piszczac w granicach dotychczasowego miasta. Następnie gmina została zniesiona i włączona do gminy Połoski. W 1912 roku gmina weszła w skład nowo utworzonej guberni chełmskiej.
Gminę Połoski przemianowano w późniejszych latach na gminę Piszczac, która w okresie międzywojennym weszła w skład woj. lubelskiego. W 1921 roku liczyła 3123 mieszkańców (w tym 1088 w Piszczacu) i składała się z 13 miejscowości: Choroszczynka, Chotyłów kolonia, Chotyłów wieś, Dobrynka, Nowy Dwór, Piszczac folwark, Piszczac kolonia, Piszczac osada miejska, Połoski, Popiel, Trojanów, Wołoszki i Zagorów. Po wojnie gmina zachowała przynależność administracyjną. 1 lipca 1952 roku gmina składała się z 10 gromad: Choroszczynka, Chotylów, Dobrynka, Nowy Dwór, Piszczac kolonia, Piszczac osada, Połoski, Popiel, Trojanów i Zahorów.
Jednostka została zniesiona 29 września 1954 roku wraz z reformą wprowadzającą gromady w miejsce gmin. Gminę reaktywowano 1 stycznia 1973 roku w związku z kolejną reformą administracyjną.

## Struktura powierzchni
Według danych z roku 2002 gmina Piszczac ma obszar 169,92 km², w tym:
- użytki rolne: 68%
- użytki leśne: 24%

Gmina stanowi 6,17% powierzchni powiatu.

## Demografia

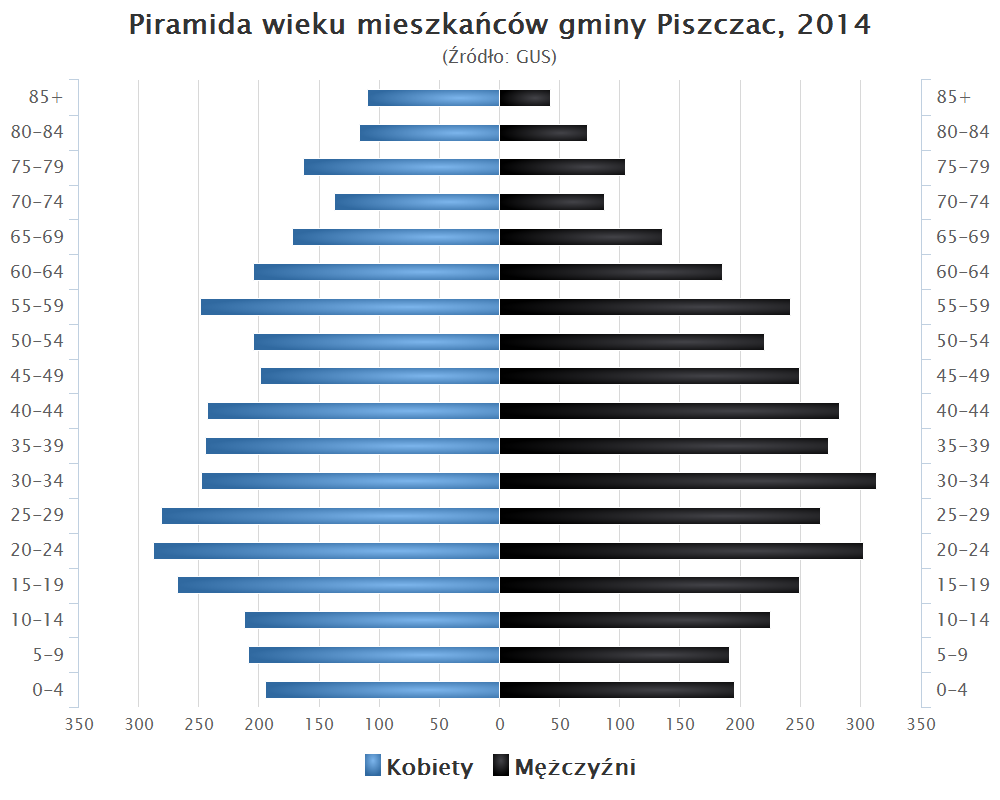
Piramida wieku mieszkańców gminy Piszczac w 2014 roku

Dane z 30 czerwca 2004:
| Opis                              | Ogółem | Ogółem | Kobiety | Kobiety | Mężczyźni | Mężczyźni |
| --------------------------------- | ------ | ------ | ------- | ------- | --------- | --------- |
| Jednostka                         | osób   | %      | osób    | %       | osób      | %         |
| Populacja                         | 7612   | 100    | 3842    | 50,5    | 3770      | 49,5      |
| Gęstość zaludnienia [mieszk./km²] | 44,8   | 44,8   | 22,6    | 22,6    | 22,2      | 22,2      |

## Turystyka

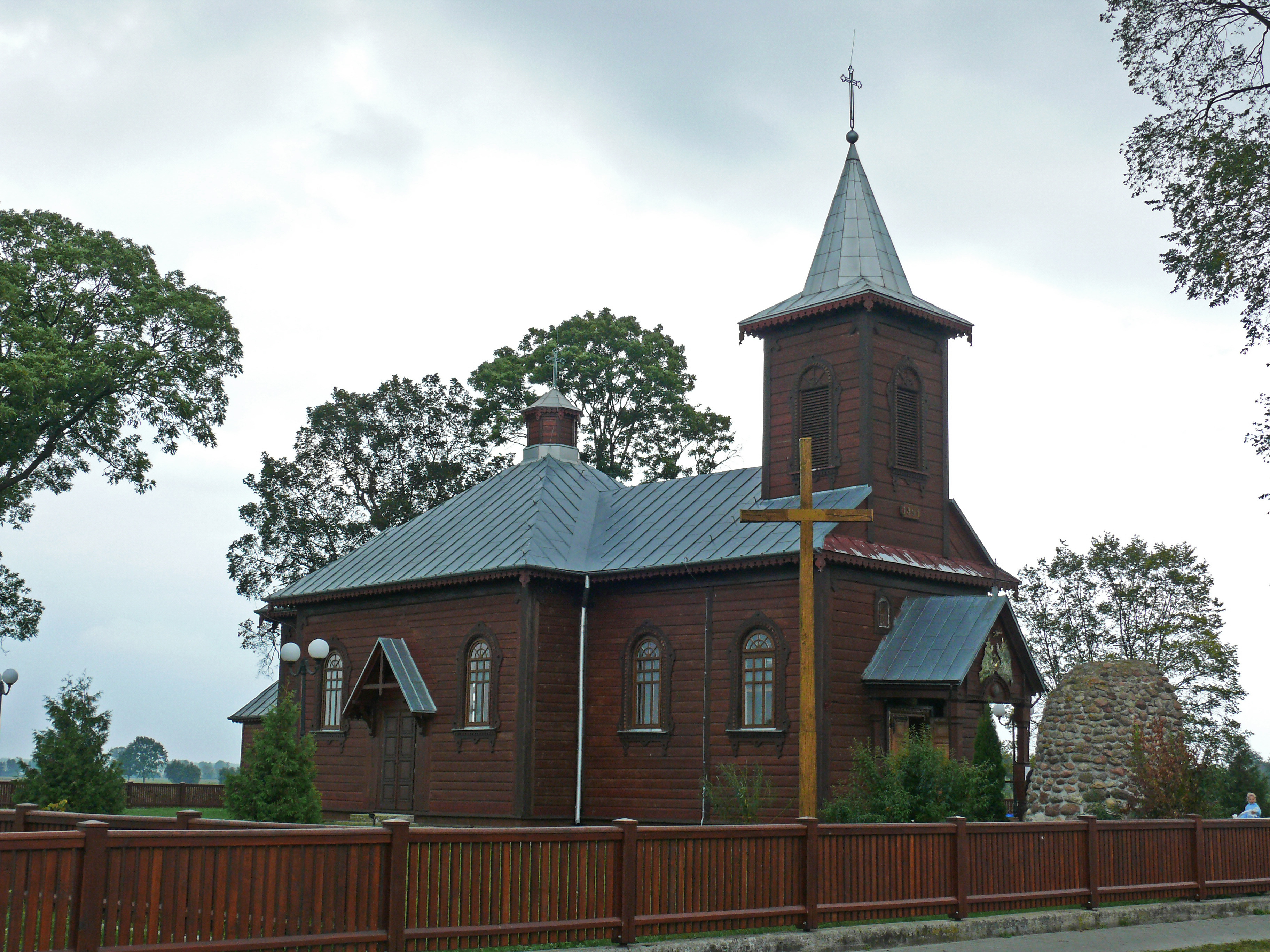
Kościół Świętej Trójcy, dawna cerkiew unicka, a następnie prawosławna w Połoskach

Największą atrakcją turystyczną gminy Piszczac są zabytki podlaskiej architektury sakralnej: XVII-XIX-wieczne cerkwie wznoszone rękoma miejscowych cieśli, w niepowtarzalnym w żadnej innej części Polski stylu. Powstawały one na potrzeby parafii unickich, po likwidacji unickiej diecezji chełmskiej służyły parafiom prawosławnym, zaś w okresie międzywojennym lub po II wojnie światowej w większości zostały zaadaptowane na kościoły rzymskokatolickie. W żadnej innej gminie byłego województwa bialskopodlaskiego nie zachowało się tyle przykładów ludowej architektury unickiej. Z kolei przykładem świeckiej architektury XIX-wiecznej są dwór w Zalutyniu i dworek w Kościeniewiczach. W Dobrynce znajduje się cmentarz z okresu I wojny światowej. Innym walorem turystycznym jest typowo poleski krajobraz – równiny poprzecinanej rzeczkami, z kompleksami lasów i oczkami bagien. Lasy sąsiadujące z Zalutyniem nadają się zarówno do wycieczek pieszych, jak i rowerowych.

## Gospodarka
Podstawową dziedziną gospodarki gminy jest rolnictwo. Na 9698 ha użytków rolnych gospodaruje 1449 gospodarstw indywidualnych (średnia powierzchnia 6,7 ha). Spora część mieszkańców gminy to dwuzawodowcy, pracujący także w „suchym porcie” kolejowym w Małaszewiczach. Część obiektów przeładunkowych tego portu znajduje się na terenie gminy Piszczac, pozostałe w gminie Terespol. Gmina swą perspektywę rozwoju upatruje przede wszystkim w rozwoju wymiany towarowej ze Wschodem. Bliskość granicy oraz obecność magistrali kolejowej Berlin-Moskwa na terenie Gminy planować istotny rozwój usług.

## Zabytki na terenie gminy
- Drewniana cerkiew unicka w Kościeniewiczach, zbudowana w latach 1673–1682, obecnie kościół rzymskokatolicki pw. Najświętszej Maryi Panny Królowej Polski.
- Drewniana cerkiew unicka w Ortelu Królewskim, obecnie kościół parafialny rzymskokatolicki pw. Matki Boskiej Różańcowej, wzniesiona w 1706 r. (cieśla Nazar)
- Drewniana cerkiew prawosławna w Połoskach, zbudowana w II poł. XIX w., obecnie kościół rzymskokatolicki pw. św. Trójcy; w Połoskach również cmentarz prawosławno-katolicki
- Kaplica cmentarna w Piszczacu, zbudowana drewna w końcu XIX w.; na cmentarzu nagrobki XIX-wieczne
- Kościół parafialny pw. Podwyższenia św. Krzyża w Piszczacu, dawna cerkiew prawosławna, murowany z 1907 r.
- Dwór murowany rodziny Komorowskich w Zalutyniu, wzniesiony w II poł. XIX w. w parku krajobrazowym z XIX w. (obecnie szkoła)
- Zabytkowa stacja kolejowa w Chotyłowie, w stylu dworkowym z 1867 roku
- Murowany dom dróżnika w Chotyłowie z 1867 roku.

## Transport
Przez terytorium gminy Piszczac przebiega najważniejszy szlak kolejowy Europy – magistrala Berlin – Moskwa (stacje kolejowe Chotyłów i Dobrynka). Od strony wschodniej dociera do niej szeroki tor łączący gminę z siecią kolejową Republiki Białoruskiej oraz innych państw byłego ZSRR (teren portu przeładunkowego Małaszewicze). Na terenie gminy nie ma dróg krajowych. Drogi wojewódzkie łączą Piszczac z Białą Podlaską – odległość 22 km, oraz przejściami granicznymi w Terespolu – 25 km, w Kukurykach – 25 km i Sławatyczach – 29 km.

## Sołectwa
Chotyłów, Dąbrowica Mała, Dobrynka, Janówka, Kościeniewicze, Nowy Dwór, Ortel Królewski Drugi, Ortel Królewski Pierwszy, Piszczac, Piszczac Pierwszy, Piszczac Drugi, Piszczac Trzeci, Piszczac-Kolonia, Połoski, Połoski Nowe, Połoski Stare, Popiel, Trojanów, Wólka Kościeniewicka, Wyczółki, Zahorów, Zalutyń.
Miejscowości podstawowe bez statusu sołectwa: Czworaki, Ogrodniki, Parcela, Puhary A, Ratarków, Wołoszki.

## Sąsiednie gminy
Biała Podlaska, Kodeń, Łomazy, Terespol, Tuczna, Zalesie